# 松平頼慎
松平 頼慎（まつだいら よりよし）は、江戸時代後期の大名。陸奥国守山藩の第4代藩主。水戸支流頼元系松平家5代。官位は従四位下・大学頭、侍従。

## 略歴
守山藩の第4代藩主・松平頼亮の次男として誕生。母は側室川上氏。
享和元年（1801年）、父の死により家督を相続した。菅笠・藍・紅花・養蚕などの殖産興業に努め、菅笠会所を設けたり、菅笠・藍玉の前金を無利息・10年賦で返済させる制度を定めたりもした。天保元年（1830年）死去し、長男・頼誠が跡を継いだ。
著書として『府臣略伝』『守山日記後編』がある。

## 系譜
- 正室：雅姫 - 徳川治保次女
- 側室：林氏
  - 頼永 - 松平頼学養子
- 生母不明の子女
  - 長女：高 - 藤堂高邁婚約者のち相馬益胤正室
  - 次女：久米 - 大嶋義矩室のち大嶋義彬正室
  - 三女：熙
  - 長男：頼誠
  - 次男：頼賢
  - 四女：勝姫（清吟尼） - 徳川治紀養女、英勝寺6代住持
  - 五女：英 - 松平正義正室
  - 六女：綿
- 養子
  - 女子：丞 - 中山信情正室、松平保福[2]の娘